# Scopula brachypus
Scopula brachypus là một loài bướm đêm trong họ Geometridae.